# Pokot
Pokot é um filme de drama polonês de 2017 dirigido e escrito por Agnieszka Holland e Olga Tokarczuk. Foi selecionado como representante de seu país ao Oscar de melhor filme estrangeiro em 2018.

## Elenco
- Agnieszka Mandat
- Jakub Gierszał
- Katarzyna Herman
- Andrzej Grabowski
- Tomasz Kot
- Borys Szyc
- Miroslav Krobot
- Marcin Bosak